# Avogadro (software)
Avogadro es un editor molecular diseñado para su uso en química computacional, modelado molecular, bioinformática, ciencia de materiales, y otras áreas relacionadas.

## Características

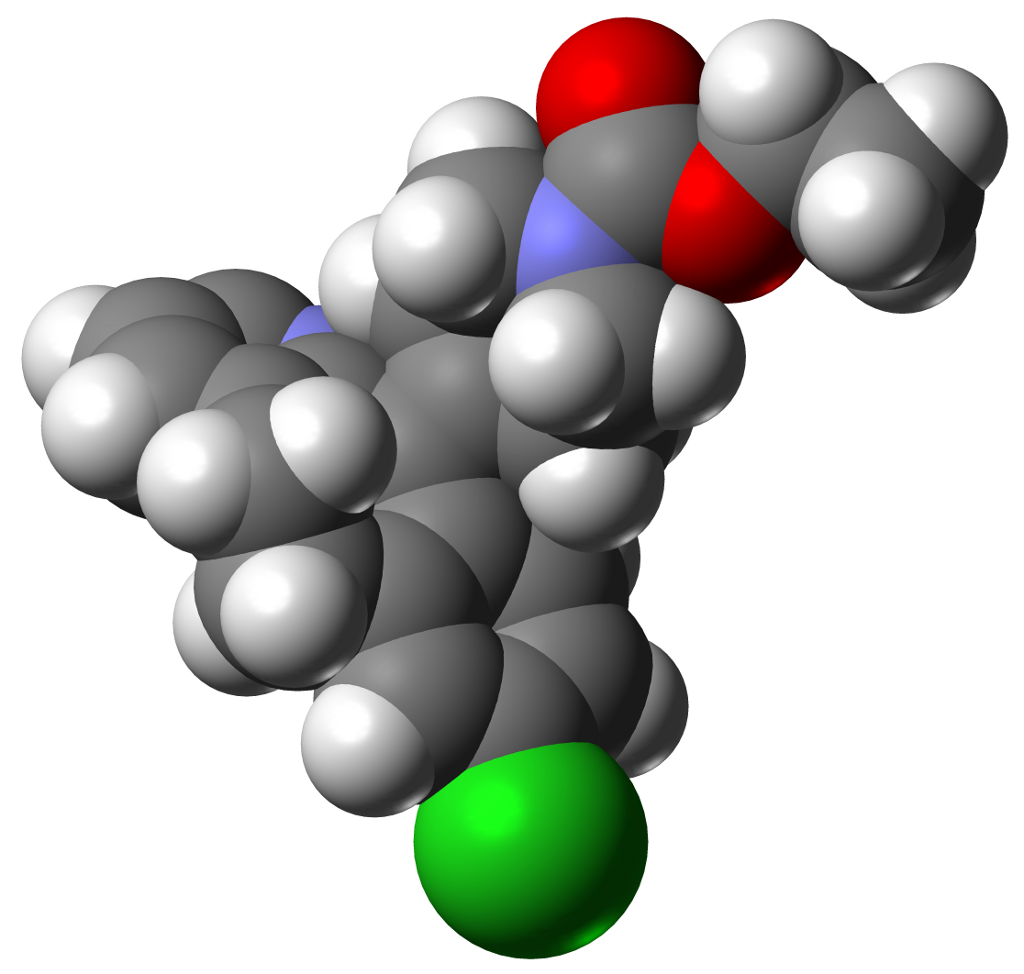
Modelo de espacio lleno de Loratadina creado usando Avogadro.

- Editor de construcciones moleculares para Windows, GNU/Linux, y OS X.
- Todo código de fuente está autorizado bajo el GNU GPL.
- Traducciones a los idiomas: chino, francés, vasco, alemán, italiano, ruso, y español.
- Soporta multi-roscado renderizado y computarizado.
- Plugin de arquitectura para desarrolladores, incluyendo renderizado, herramientas interactivas, órdenes, y scripts de Python.
- Importación de archivos OpenBabel, generación de entrada para paquetes de química computacionales múltiples, cristalografía y biomoléculas.